# Philippe Casado

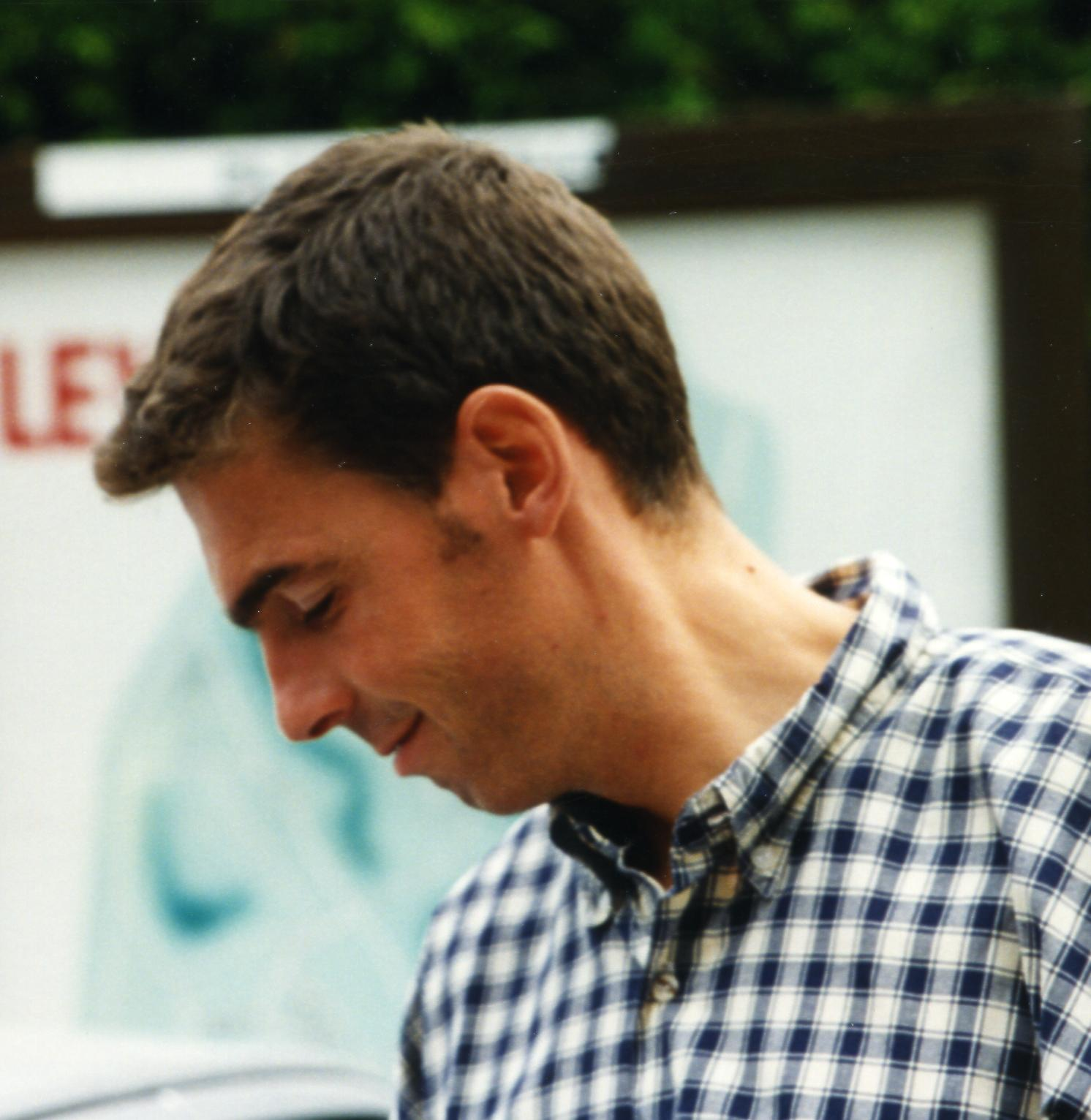
Philippe Casado al Critérium de Lèves

Philippe Casado (Oujda, 1 de febrer del 1964 - Perpinyà, 21 de gener del 1995) va ser un ciclista francès nascut al Marroc, nord-català d'adopció.

## Biografia
Net d'espanyol i nascut al Marroc, s'establí a Sant Esteve del Monestir en la seva joventut. Va ser campió regional del Llenguadoc-Rosselló amb més de 80 victòries, i era segon de la classificació nacional d'aficionats quan decidí dedicar-se completament al ciclisme. Va ser professional entre els anys 1986 i 1994. Al Tour de França del 1988 va fer una escapada de més de 200 quilòmetres que li hagués pogut atorgar la samarreta groga si el gran grup no hagués reaccionat a temps. Guanyar la primera etapa del Giro d'Itàlia de 1991 li permeté de lluir la maglia rosa, de líder de la classificació general, per un dia. Va morir tràgicament d'un trencament d'aneurisma jugant a rugby en el transcurs d'un partit de beneficència. En homenatge i recordança, el seu primer club, el "VC Saint Estève", organitza anualment una sortida cicloturista pel primer cap de setmana de setembre, la "randonnée Philippe Casado". L'escriptor Pierre Bosc li dedicà un llibre amb pròleg de Laurent Jalabert i els testimoniatges de Robert Forest i Henri Abadie.

### Acusacions dedopatge
Greg LeMond, en dues entrevistes el 2007
 digué que en Casado li havia explicat que al darrer any de la seva carrera, quan corria per a un equip italià, s'havia dopat; i ho lligava amb la sobtada mort del francès a l'any següent. En altres declaracions, LeMond també acusà de dopatge ciclistes d'anomenada, com Lance Armstrong o Floyd Landis.

## Palmarès
- 1985
  - 3a, 5a i 7a etapes del Tour du Vaucluse
- 1987
  - 2a etapa de l'Étoile de Bessèges
  - 10a etapa del Tour de l'Avenir
- 1988
  - 1a. etapa de la Milk Race
  - 2n al Critérium cycliste international de Quillan
- 1989
  - 2n al Critérium cycliste international de Quillan
- 1990
  - 2n al Tour de Vendée
- 1991
  - 1a etapa del Giro d'Itàlia
  - Guanyador del Critérium cycliste international de Quillan
- 1992
  - 2n al Gran Premi de Denain

## Selecció de resultats
- Tour de França
  - 1988: 129è
  - 1989: 93è
  - 1991: 87è
  - 1993: 123è
- Giro d'Itàlia
  - 1990: 67è
  - 1991: 76è, vencedor d'una etapa i  maillot rosa de líder per un dia
  - 1992: 33è
  - 1993: 81è
- Volta a Espanya de 1994: 119è
- Milà-Sanremo
  - 1987: 64è
  - 1992: 34è
  - 1993: 104è
- Tour de Flandes 1990: 70è
- París-Roubaix
  - 1990: 33è
  - 1991: 31è